# 이태용 (공무원)
이태용(李泰鎔, 1955년 11월 8일 ~ , 경기 가평)은 대한민국의 공무원이다. 

## 학력
- 서울고등학교 졸업
- 서울대학교 정치학 학사
- 캘리포니아대학교 버클리캠퍼스 대학원 에너지자원학 석사
- 아주대학교 대학원 에너지시스템 박사

## 경력
- 제22회 행정고시 합격
- 동력자원부 사무관
- 대통령비서실 정책보좌관실 행정관
- 통상산업부 법무담당관
- 주호주 한국대사관 상무관
- 산업자원부 자원정책실 석탄산업과장
- 산업자원부 부이사관
- 주제네바 대표부 참사관
- 산업자원부 외국인투자지원센터 국장
- 산업자원부 자본재산업국장
- 산업자원부 기간제조산업본부장
- 특허청 차장
- 에너지관리공단 이사장
- 한국디자인진흥원장

| 전임 김열 | 제19대 특허청 차장 2006년 12월 4일 ~ 2008년 6월 18일 | 후임 최평락 |